# ポリドカノール
ポリドカノール（Polidocanol）は、「食道静脈瘤出血の止血および食道静脈瘤の硬化退縮」または「一次性下肢静脈瘤（伏在静脈瘤の本幹を除く）の硬化退縮」を効能・効果とする医薬品である。食道静脈瘤周囲または下肢静脈瘤内に注入する事で止血および組織線維化作用を示し、同時に血管内皮細胞障害作用を示す事で血管の硬化と静脈瘤の内腔断面積減少をきたす。日本では食道静脈瘤の治療については1991年6月:1に、一次性下肢静脈瘤については2006年7月:1に承認を取得した。ただし下肢静脈瘤については直径8mmを超えるものに対する有効性は確認されていない。商品名エトキシスクレロール、ポリドカスクレロール。
米国では2010年3月に小静脈瘤（直径1mm未満）および網状静脈（直径1〜3mm）の治療薬として承認されている。
米国では局所麻酔薬または鎮痒薬として軟膏および入浴剤としても販売されており、湿疹による皮膚の乾燥で起こる瘙痒感を抑える働きを持つ。

## 禁忌
下記の患者には禁忌とされている。（エ：エトキシスクレロール、ポ：ポリドカスクレロール）
- （エ・ポ）ショックあるいは前ショック状態にある患者
- （エ・ポ）多臓器障害あるいはDIC（播種性血管内血液凝固症候群）状態の患者
- （エ・ポ）重篤な心疾患のある患者
- （エ・ポ）抗凝固剤、抗血小板剤を服用している患者
- （エ・ポ）投与部位ならびにその周辺に炎症または潰瘍のある患者
- （エ・ポ）製剤に過敏症の既往歴のある患者
- （エ）胃潰瘍出血、十二指腸潰瘍出血または胃びらん出血のある患者
- （エ）内視鏡検査が危険と判断される患者
- （エ）動脈硬化または糖尿病性細小血管症のある患者
- （エ）妊娠初期（妊娠3ヶ月以内）の患者
- （ポ）妊婦または妊娠の疑われる患者
- （ポ）深部静脈血栓症を有する、あるいは血栓症の既往のある患者
- （ポ）動脈性血行障害を有する患者
- （ポ）歩行の困難な患者
- （ポ）経口避妊薬を服用している患者
- （ポ）気管支喘息の患者

## 副作用
添付文書で重大な副作用とされているものは、下記の通りである。
エトキシスクレロール：
- ショック、アナフィラキシー様症状、DIC（播種性血管内血液凝固症候群）

ポリドカスクレロール：
- アナフィラキシー様症状、血栓塞栓症、心停止、循環虚脱、肺水腫、錯乱、局所組織障害（壊死、潰瘍、瘤内血栓、色素沈着）